# 3 mai en sport
3 avril 3 juin
Chronologies thématiques
- Croisades
- Ferroviaires
- Disney

Le 3 mai (123e jour de l'année ou 124e en cas d'année bissextile) en sport.

## Événements

### Antiquité
- -173 :
  - (Jeux antiques) : Clôture à Rome des premiers jeux annuels des Ludi Florales.

### XIXesiècle
- 1877 : 
  - (Baseball) : début du premier championnat de la New England Association formée par cinq clubs de Nouvelle-Angleterre : Fall River Cascades, Lowell Ladies' Men, Lynn Live Oaks, Manchester Reds et Providence Rhode Islands. Chaque formation dispute 40 matches lors de cette saison inaugurale.
- 1889 : 
  - (Football /Football League) : les quatre derniers du classement de la Football League sont réélus (reelected) par l'ensemble des clubs pour rester au sein de la League. Les neuf clubs candidats à l'entrée sont repoussés, toujours par vote, dont Sheffield Wednesday FC, Sunderland AFC et Newton Heath.

### XXesièclede1901à1950
- 1908 :
  - (Football) : 
    - Pro Vercelli est sacré champion d'Italie.
    - le Racing Club de Roubaix remporte le Championnat de France de football USFSA 1908 en s'imposant 2-1 face au RC France.
    - le Patronage Olier remporte le Trophée de France 1908 du CFI en s'imposant 3-0 en finale face au SM Puteaux.
- 1914 :
  - (Rugby à XV) : l'USA Perpignan remporte la finale du championnat de France 8-7 face au Stadoceste tarbais.
- 1925 :
  - (Rugby à XV) : l'USA Perpignan remporte la finale du championnat de France 5-0 face à l'US Carcassonne.
- 1931 :
  - (Football) : les Parisiens du Club français remporte la finale de la Coupe de France face au SO Montpellier, 3-0.
- 1936 :
  - (Football) : le RC Paris remporte la finale de la Coupe de France face au FCO Charleville, 1-0.

### XXesièclede1951à2000
- 1952 :
  - (Football) : Newcastle UFC remporte la Coupe d'Angleterre face à Arsenal FC, 1-0. Pour la première fois depuis 1938, pause liée à la guerre mise à part, la finale de la FA Cup n'est pas retransmise en direct par la télévision anglaise. Les clubs en lice n'ont pas pu se mettre d'accord avec la BBC et les caméras restent en dehors du stade…
- 1973 :
  - (Football) : Michel Platini fait ses débuts en Division 1 avec Nancy face à Nîmes.
- 1978 :
  - (Football) : à Paris, au Parc des Princes, le club belge RSC Anderlecht remporte la Coupe d'Europe des vainqueurs de coupes face aux Autrichiens de l'Austria Vienne, 4-0.
- 1981 :
  - (Compétition automobile /Formule 1) : au Grand Prix automobile de Saint-Marin qui se déroulait sur le circuit Enzo et Dino Ferrari, victoire du Brésilien Nelson Piquet sur une Brabham-Ford.
- 1987 :
  - (Compétition automobile /Formule 1) : au Grand Prix automobile de Saint-Marin qui se déroulait sur le circuit Enzo et Dino Ferrari, victoire du Britannique Nigel Mansell sur une Williams-Honda.
- 1992 :
  - (Compétition automobile /Formule 1) : au Grand Prix automobile d'Espagne qui se déroulait sur le Circuit de Catalogne, victoire du Britannique Nigel Mansell sur une Williams-Renault.
- 1995 :
  - (Football) : le Paris Saint-Germain remporte la finale de la Coupe de la Ligue face au SC Bastia, 2-0.
- 1998 :
  - (Football) : Arsenal FC est sacré champion d'Angleterre. C'est une grande première pour un entraîneur non britannique, le Français Arsène Wenger en l'occurrence.

### XXIesiècle
- 2006 :
  - (Football) : Le FC Barcelone devient champion d'Espagne.
- 2011 :
  - (Football) : Le FC Barcelone se qualifie pour sa septième finale de la Ligue des champions en éliminant le Real Madrid.
- 2014 :
  - (Football) : 
    - (Coupe de France) comme en 2009, Guingamp remporte la Coupe de France aux dépens de Rennes (2-0), au Stade de France.
    - (Coupe d'Italie) : la Coupe d'Italie est remportée par le SSC Naples sur le score de 3-1 aux dépens de la Fiorentina au Stadio Olimpico de Rome.
- 2015 :
  - (Basket-ball /Coupe de France) : Strasbourg remporte la finale de la Coupe de France en dominant Le Portel (Pro B) à Halle Georges-Carpentier de Paris (87-74).
  - (Cyclisme sur route) : 
    - (UCI Europe Tour) : le Croate Kristijan Đurasek remporte  le 51e Tour de Turquie.
    - (UCI World Tour) : le Russe Ilnur Zakarin remporte le Tour de Romandie.

  - (Football /Premier League) : en dominant Crystal Palace (1-0) à Stamford Bridge, Chelsea s'adjuge le titre de Champion d’Angleterre.
  - (Tennis /ATP World Tour 250) : Richard Gasquet remporte le tournoi d’Estoril en dominant l’espoir Australien Nick Kyrgios en finale (6-3, 6-2). L'épreuve de double voit quant à elle s'imposer Treat Conrad Huey et Scott Lipsky. Roger Federer s'impose pour la première fois en finale du tournoi d'Istanbul face à la tête de série numéro 3, Pablo Cuevas (6-3, 7-6 (13-11)). L'épreuve de double voit s'imposer Radu Albot et Dušan Lajović.
- 2021 :
  - (Snooker /Championnat du monde) : en finale du Championnat du monde de snooker qui se déroule au Crucible Theatre de Sheffield et qui oppose les Anglais Shaun Murphy et Mark Selby, c'est ce dernier qui s'impose 17-15[1].

## Naissances

### XIXesiècle
- 1870 : 
  - Henri Bouckaert, rameur français. Champion olympique du quatre avec barreur aux Jeux de Paris 1900. († 29 avril 1912).
- 1881 : 
  - Joe Hall, hockeyeur sur glace britannique. († 5 avril 1919).
- 1884 :
  - Willie Reid, footballeur écossais. (9 sélections en équipe nationale). († 1er mai 1966).
- 1889 :
  - Gottfried Fuchs, footballeur allemand. (6 sélections en équipe nationale). († 25 février 1972).
- 1891 :
  - Eppa Rixey, joueur de baseball américain. († 28 février 1963).

### XXesièclede1901à1950
- 1905 :
  - Edmund Black, athlète de lancers américain. Médaillé de bronze du marteau aux Jeux d'Amsterdam 1928. († 22 octobre 1996).
- 1921 : 
  - Sugar Ray Robinson, boxeur américain. Champion du monde poids welters de boxe de 1946 1950 puis champion du monde poids moyens de boxe du 14 février 1951 au 10 juillet 1951, du 12 septembre 1951 au 21 octobre 1953, du 9 décembre 1955 au 2 janvier 1957, du 1er mai 1957 au 23 septembre 1957 et du 25 mars 1958 au 22 janvier 1960. († 12 avril 1989).
- 1922 : 
  - Len Shackleton, footballeur anglais. (5 sélections en équipe nationale). († 27 novembre 2000).
- 1924 : 
  - Ken Tyrrell, pilote de courses automobile puis fondateur et dirigeant d'écurie britannique. († 25 août 2001).
- 1925 : 
  - Robert Jonquet, footballeur puis entraîneur français. (58 sélections en équipe de France). († 18 décembre 2008).
- 1931 :
  - Vasiliy Rudenkov, athlète de lancers soviétique. Champion olympique du marteau aux Jeux de Rome 1960.  († 2 novembre 1982).
- 1933 : 
  - Amédée Domenech, joueur de rugby à XV français. Vainqueur des tournois des Cinq Nations 1960, 1961 et 1962. (52 sélections en équipe de France). († 21 septembre 2003).
- 1934 :
  - Henry Cooper, boxeur britannique. († 1er mai 2011).
- 1940 : 
  - Clemens Westerhof, entraîneur en football néerlandais. Sélectionneur de l'équipe du Nigeria de 1989 à 1994 puis de l'équipe du Zimbabwe de 1998 à 2000. Champion d'Afrique de football 1994.
- 1942 : 
  - Vera Cáslavská, gymnaste tchécoslovaque puis tchèque. Médaillée d'argent du concours général par équipes aux Jeux de Rome 1960 et championne olympique du concours général individuel, du saut de cheval et de la poutre et médaillée d'argent du concours général par équipes aux Jeux de Tokyo 1964 puis championne olympique du concours général, du saut de cheval, des barres asymétriques et du sol, médaillé d'argent du concours général et de la poutre aux Jeux de Mexico 1968. Championne du monde de gymnastique artistique du saut de cheval 1962 puis championne du monde de gymnastique artistique du concours général individuel et par équipes, du saut de cheval 1966. Championne d'Europe de gymnastique artistique de la poutre 1959, championne d'Europe de gymnastique artistique du concours général individuel, du saut de cheval, des barres asymétriques de la poutre et su sol 1965 et 1967. († 30 août 2016).
- 1946 : 
  - Rabah Saâdane, footballeur puis entraîneur algérien. (1 sélection en équipe nationale). Sélectionneur de l'équipe d'Algérie de 1981 à 1982, de 1985 à 1986, en 1999, de 2003 à 2004 et 2007 à 2010 puis de l'équipe du Yémen de 2004 à 2005.
- 1949 : 
  - Leopoldo Luque, footballeur argentin. Champion du monde de football 1978. (43 sélections en équipe nationale).

### XXesièclede1951à2000
- 1952 :
  - Allan Wells, athlète de sprint britannique. Champion olympique  du 100m et médaillé d'argent du 200m aux Jeux de Moscou 1980.
- 1955 :
  - David Hookes, joueur de cricket australien. (23 sélections en test match). († 19 février 2004).
- 1956 :
  - Bernd Förster, footballeur allemand. Champion d'Europe de football 1980. Vainqueur de la Coupe des clubs champions 1976. (33 sélections en équipe nationale).
  - Gillian Rolton, cavalière de concours complet australienne. Championne olympique par équipes aux Jeux de Barcelone 1992 et aux Jeux d'Atlanta 1996. († 18 novembre 2017).
- 1957 :
  - Alain Côté, hockeyeur sur glace canadien.
  - Rod Langway, hockeyeur sur glace puis entraîneur américain.
- 1964 :
  - Ron Hextall, hockeyeur sur glace canadien.
- 1970 :
  - Alexia Dechaume, joueuse de tennis puis entraîneuse française.
  - Ariel Hernández, boxeur cubain. Champion olympique des -75 kg aux Jeux de Barcelone 1992 et aux Jeux d'Atlanta 1996
- 1976 :
  - Jeff Halpern, hockeyeur sur glace américain.
  - Denis Lynch, cavalier de saut d'obstacles irlandais.
  - Semisi Naevo, joueur de rugby à XV et de rugby à sept fidjien. (16 sélections avec l'équipe des Fidji).
- 1977 :
  - Ryan Dempster, joueur de baseball américain.
  - Gennaro Scarlato, footballeur italien.
  - Maria Magdalena Dumitrache, rameuse d'aviron roumaine. Championne olympique du huit aux Jeux de Sydney 2000. Championne du monde d'aviron du huit 1998 et 1999.
- 1979 :
  - Martin Sanchez, boxeur mexicain. († 2 juillet 2005).
- 1981 :
  - Benoît Cheyrou, footballeur français.
  - Stéphanie Foretz, joueuse de tennis française.
  - Darcy Robinson, hockeyeur sur glace canadien. († 27 septembre 2007).
- 1985 :
  - Ezequiel Lavezzi, footballeur argentin. Champion olympique aux Jeux de Pékin 2008. (49 sélections en équipe nationale).
- 1986 :
  - Clément Masson, hockeyeur sur glace français. (5 sélections en équipe de France).
  - Pascal Millien, footballeur haïtien. (26 sélections en équipe nationale).
- 1988 :
  - Adrien Dipanda, handballeur français. (5 sélections en équipe de France).
  - Benjamin Monclar, basketteur français.
- 1989 :
  - Yoann Andreu, footballeur français.
  - Ronan Labar, joueur de badminton français.
- 1990 :
  - Carole Costa, footballeuse portugais. (158 sélections en équipe nationale).
  - Artiom Iartchouk, hockeyeur sur glace russe. († 7 septembre 2011).
  - Brooks Koepka, golfeur américain. Vainqueur des US PGA 2018, 2019 et 2023 ainsi que des Masters 2019 et 2023.
- 1992 :
  - Mélanie Clément, judokate française. Championne d'Europe de judo par équipes 2017 et médaillé de bronze des -48kg 2021.
  - Will Skelton, joueur de rugby à XV australien. Vainqueur du The Rugby Championship 2015. (24 sélections en équipe nationale).
- 1994 :
  - Gaëtan Laborde, footballeur français.
  - Rikiya Matsuda, joueur de rugby à XV japonais. (29 sélections en équipe nationale).
- 1995 :
  - Sukanya Srisurat, haltérophile thaïlandaise. Championne olympique des -48 kg aux Jeux de Rio 2016. Championne du monde d'haltérophilie des -55 kg 2018.
- 1996 :
  - Jack Rebours, cycliste sur route britannique.
  - Domantas Sabonis, basketteur lituanien.
  - Alicia Toublanc, handballeuse française. Vice-championne du monde féminine de handball 2021. (14 sélections en équipe de France).
- 1997 : 
  - Lisa Boattin, footballeuse italienne. (51 sélections en équipe nationale).
- 1998 : 
  - Jonas Busam, footballeur allemand.
- 1999 :
  - Thomas Lavault, joueur de rugby à XV français. Vainqueur de la Coupe d'Europe de rugby à XV 2022. (2 sélections en équipe de France ).

### XXIesiècle
- 2001 :
  - Darian Males, footballeur suisse.
- 2003 :
  - Elsa Jacquemot, joueuse de tennis française.
  - Florian Wirtz, footballeur allemand. (6 sélections en équipe nationale).
- 2004 :
  - Téo James Michel, footballeur haïtien.
  - Andrey Santos, footballeur brésilien.

## Décès

### XIXesiècle
- 1839 : 
  - Pehr Henrik Ling, 62 ans, pédagogue suédois. Inventeur et initiateur de la gymnastique. (° 15 novembre 1776).
- 1886 :
  - Mary Ewing Outerbridge, 34 ans, joueuse de tennis américaine. (° 9 mars 1852).

### XXesièclede1901à1950
- 1941 : 
  - Georges Durand, 77 ans, homme d'affaires français. Créateur des 24 Heures du Mans. (° 30 avril 1864).

### XXesièclede1951à2000
- 1961 :
  - Richard Boon, 83 ans, hockeyeur sur glace canadien. (° 10 janvier 1978).
- 1968 :
  - Oskar Kreuzer, 80 ans, joueur de rugby à XV et joueur de tennis allemand. Médaillé de bronze du simple en extérieur aux Jeux de Stockholm 1912. (° 14 juin 1887).
- 1971 :
  - George Poulin, 83 ans, hockeyeur sur glace canadien. (° 17 septembre 1887).
- 1972 :
  - Emil Breitkreutz, 88 ans, athlète de demi-fond américain. Champion olympique du 800 m aux jeux de Saint-Louis 1904. (° 16 novembre 1883).
- 1997 :
  - Sébastien Enjolras, 21 ans, pilote de course automobile français. (° 4 avril 1976).
- 1999 : 
  - Joe Adcock, 71 ans, joueur de baseball américain. (° 30 octobre 1927).
  - Steve Chiasson, 32 ans, hockeyeur sur glace canadien. (° 14 avril 1967).

### XXIesiècle
- 2007 : 
  - Mamadou Zaré, 42 ans, footballeur puis entraîneur ivoirien. (° 19 mai 1964).
- 2011 : 
  - Marianna Nagy, 82 ans, patineuse artistique de couple hongroise. Médaillée de bronze aux Jeux d'Oslo 1952 et aux Jeux de Cortina d'Ampezzo 1956. Championne d'Europe de patinage artistique en couple 1950 et 1955. (° 13 janvier 1929).
- 2013 : 
  - Marc Simoneau, 72 ans, journaliste et commentateur sportif canadien (° 19 septembre 1940).
- 2022 :
  - Jean-Philippe Forêt, 53 ans, footballeur puis entraîneur français. (° 4 novembre 1968).
- 2023 :
  - Lance Blanks, 56 ans, joueur de basket-ball américain. (° 9 septembre 1966).
  - Bernard Lapasset, 75 ans, dirigeant sportif français. Président de la Fédération française de rugby de 1991 à 2008 puis de World Rugby entre 2008 et 2016. (° 20 octobre 1947).
- 2024 :
  - Helmut Howiller, 80 ans, judoka est-allemand. Champion d'Europe des moins de 93 kg en 1971, vice-champion d'Europe de la même catégorie en 1968 et médaillé de bronze, toujours de la même catégorie, lors des Championnats du monde en 1971. (° 27 juin 1943).
  - Imerio Massignan, 87 ans, coureur cycliste italien. (° 2 janvier 1937).